# 张忠辅 (数学家)
张忠辅（1937年6月—2010年），男，河南长葛人，中国图论学家，曾任兰州交通大学教授，中国数学会理事，中国运筹学会常务理事。

## 延伸阅读
[在维基数据编辑]